# Sportcomplex Zoudenbalch
Lo Sportcomplex Zoudenbalch è un complesso sportivo di Utrecht, nei Paesi Bassi. Di proprietà dell'omonimo club cittadino, è riservato alle partite della squadra giovanile Jong Utrecht che milita in Eerste Divisie. La capacità totale è di circa mille posti, mentre la tribuna coperta ne può ospitare 450.
Il nome del complesso è dedicato agli Zoudenbalch, una prominente famiglia di Utrecht nota soprattutto durante la guerra degli ottant'anni.